# California Dreams
California Dreams (Sueños de California) es una serie de televisión estadounidense de 78 episodios de 25 minutos aproximadamente, creado por Bret Dewey y Ronald B. Solomon y difundida entre el 12 de septiembre de 1992 y el 14 de diciembre de 1996 en la cadena NBC. En Francia, la serie fue difundida en France 2, en Chile por Canal 13, en Ecuador por SíTV y en España por Antena 3. Producida por Peter Engel, famoso también por Salvados por la campana.

## Sinopsis
Esta serie trata sobre un grupo de adolescentes de orígenes étnicos diversos, que crean un grupo de música bajo del sol de California. Sin embargo, la serie aborda temas difíciles tales como la droga, el miedo, la aceptación del divorcio de los padres, la delincuencia, etc.
De un modo general, California Dreams tuvo 5 temporadas que tuvieron entre 13 y 18 episodios cada una, y entre estos, muchos episodios fueron "especiales", es decir, trataban sobre temas más delicados. Entre los más notables podemos citar:
- El episodio en que Tiffani comienza a tomar esteróides para intentar entrar en el equipo nacional de voleibol.
- El episodio en que Mark conduce borracho y acaba provocando un accidente. Como consecuencia, su encuentro fracasa y es detenido.
- El episodio en que Jake comienza a trabajar como mecánico, y también comienza a fumar para impresionar a su tío, sin embargo al final del episodio, él revela a Jake que tiene cáncer de pulmón y que fumar no es una buena idea.
- El episodio en que un antiguo amigo de Tony es asesinado por algunos chicos, y otro amigo de él quiere venganza, sin embargo, ellos descubren al final que la violencia no les llevará a ningún sitio.
- El episodio en que Tony comienza una relación con una chica, cuyos padres no aceptan la relación de noviazgo con un chico afroamericano.

## Reparto y formato original
- Brent Gore: Matt Garrison.
- Kelly Packard: Tiffany Smith.
- William James Jones: Tony Wicks.
- Michael Cade: Sylvester «Sly» Winkle.
- Burke Bryant: Keith Del.
- Michael Cutt: Richard Garrison.
- Jay Anthony Franke: Jake Sommers.
- Aaron Jackson: Mark Winkle.
- Jennie Kwan: Samantha Woo.
- Heidi Noelle Lenhart: Jenny Garrison.
- Ryan O'Neill: Dennis Garrison.
- Gail Ramsey: Melody Garrison.
- Diana Uribe: Lorena Costa.

En un principio, California Dreams fue pensada como comedia de situación en torno a la familia Garrison. En la primera temporada, los personajes principales fueron: el hijo adolescente y líder de la banda, Matt Garrison (Brent Gore) y la vocalista/pianista en la banda Jenny Garrison (Heidi Lenhart), también hija. El resto de la familia estaba formada por Richard (Michael Cutt), Melody (Gail Ramsey), y el hijo más joven, Dennis (Ryan O'Neill). Los otros tres personajes principales serían los únicos tres personajes que han aparecido a lo largo de toda la serie. Ellos y ellas son: la bajista Tiffani Smith (Kelly Packard), el batería Tony Wicks (William James Jones) y el mánager de la banda, Sly Winkle (Michael Cade).

## Primera temporada
Como se ha dicho, originalmente las historias de California Dreams estaban enfocadas a la familia Garrison. En la primera temporada, los personajes principales eran Matt Garrison y Jenny Garrison, principales integrantes de la banda e hijos de Richard y Melody Garrison, así como el hermano menor Dennis. Otros personajes principales de la primera temporada fueron Tiffani Smith, Tony Wicks y Sly Winkle.

## Segunda temporada
A pesar del éxito, a los ejecutivos de la NBC no les gustaba el formato original de la serie. Así, en la segunda temporada, el foco del programa cambió de la familia Garrison a los adolescentes de la banda California Dreams. Dos nuevos miembros fueron añadidos en el elenco del programa: fueron Jake Sommers (Jay Anthony Franke) y Samantha Woo  (Jennie Kwan), mientras que Jenny se retiró de la banda debido a una oportunidad para estudiar en la Escuela de Música de Roma. La sustitución se hizo a través de Sam, una estudiante de intercambio de Hong Kong que la familia Garrison acogería en su casa, la cual se convierte en la nueva vocalista del grupo. Asimismo, Jake pasó a ser el segundo guitarrista.

## Tercera temporada en adelante
En la tercera temporada se hizo obvio que la premisa original del programa no podía ser mantenida a partir del momento en que Matt dejó el programa. Éste fue sustituido por Mark Winkle (Aaron Jackson), el primo tímido de Sly recién llegado de Nueva York. Lorena Costa (Diana Uribe) también fue otro personaje nuevo, una groupie de la banda, de familia rica, que ayuda a Sam después de que la familia Garrison dejara la ciudad.
Las temporadas cuatro y cinco siguieron en la línea de esta última.

## Final de la serie
La serie finaliza con la marcha de casi todos los miembros del grupo. Sus vidas tomarían diferentes caminos al terminar los estudios en el instituto. Tiffani tiene previsto asistir a la Universidad de Hawái para estudiar biología marina. Sam pretende trasladarse a Inglaterra para estudia Física. A Tony le mueven sus ganas de estudiar interpretación a un lugar no revelado en el capítulo final. Mark volvería a Nueva York para estudiar en la Juilliard, mientras que Sly y Lorena se trasladan para estudiar en la Pacific University. A pesar de que todos los miembros están entusiasmados por iniciar su nueva etapa, Jake pretende mantener a la banda unida. Sin embargo, un productor de música le ofrece a él un contrato de grabación del cual no estaba convencido (por no abandonar a sus amigos). Pero Tiffani le convence de que ella y el resto han dejado atrás California Dreams para descubrir una nueva etapa en sus vidas. El episodio termina con un último concierto y despidiéndose entre lágrimas.

## Reunión del reparto
Siete miembros del reparto (Brent Gore, William James Jones, Kwan Jennie, Jay Anthony Franke, Kelly Packard, Michael Cade, y Heidi Noelle Lenhart) se reunieron en Late Night de Jimmy Fallon el 4 de marzo de 2010, donde presentaron el tema principal de la serie después de haber sido brevemente entrevistados por el anfitrión Jimmy Fallon. El show también contó con el actor Dennis Haskins, que había intentado ayudar a Fallon a organizar otra reunión de la comedia adolescente similar Salvados por la campana, en 2009.

## "Amores de serie"
Cuando Jake se incorporó por primera vez, al comienzo de la segunda temporada, se produjo un leve flirteo entre él y Jenny. El romance nunca llegó a tomar forma porque Jenny se inscribió en la Escuela de Música de Roma, con lo cual abandonó la serie. Más tarde, también en la segunda temporada, Jake y Tiffani empezarían a salir. Sin embargo, Jake rompería la relación en la fiesta de graduación, después de un malentendido, al final de la misma temporada.
Con Lorena Costa en escena, las parejas y las situaciones románticas se vuelven más complejas. La tercera temporada se inicia con Sly intentando ganarse el afecto de Lorena. Algunos episodios después, Sam y Tony se convirtieron en una pareja y permanecieron juntos a lo largo de totalidad de la serie. Más tarde, Jake y Lorena empezarían también a salir. En el estreno de la cuarta temporada, Jake y Lorena rompen. Poco después se descubre que tanto Lorena como Tiffani aún conservan sentimientos por Jake (creando así el primer triángulo amoroso de la serie). Finalmente, Jake decide volver con Tiffani para el resto de la serie, alegándo que nunca dejó de quererla. A partir de este momento en adelante, Sly intenta conquistar a Lorena, y llegando al final de la serie, se convierten en una pareja.